# شیموایچی، نارا
شیموایچی، نارا (به لاتین: Shimoichi, Nara) یک منطقهٔ مسکونی در ژاپن است که در استان نارا واقع شده‌است. شیموایچی ۷٬۴۰۴ نفر جمعیت دارد.